# Sepia vecchioni
Sepia vecchioni is een inktvissensoort uit de familie van de Sepiidae. De wetenschappelijke naam van de soort is voor het eerst geldig gepubliceerd in 2010 door Neethiselvan & Venkataramani.